# اثر برد کنت (تنگ سوراخ)
اثر برد کنت (تنگ سوراخ) مربوط به هزاره اول قبل از میلاد است و در ۸ کیلومتری جاده مه‌آباد به اورمیه واقع شده و این اثر در تاریخ ۲۷ مرداد ۱۳۶۴ با شمارهٔ ثبت ۱۶۸۴ به‌عنوان یکی از آثار ملی ایران به ثبت رسیده است.